# Junction City (Georgia)
Junction City es un pueblo ubicado en el condado de Talbot en el estado estadounidense de Georgia. En el censo de 2000, su población era de 179.

## Demografía
En el 2000 la renta per cápita promedia del hogar era de $26,250, y el ingreso promedio para una familia era de $47,500. El ingreso per cápita para la localidad era de $15,310. Los hombres tenían un ingreso per cápita de $29,375 contra $21,250 para las mujeres.

## Geografía
Junction City se encuentra ubicado en las coordenadas 32°36′11″N 84°27′29″O / 32.60306, -84.45806 (32.603083, -84.458190).
Según la Oficina del Censo, la localidad tiene un área total de 6,6 km² (2,5 mi²), de la cual 6,4 km² (2,5 mi²) es tierra y 0,2 km² (0 mi²) (3.30%) es agua.